# Ironman Australie
L'Ironman Australie est une compétition de triathlon longue distance créée en 1988 et qui se tient depuis 1998 à Port Macquarie après avoir été située à Forster. Organisé par la Hawaï Triathlon Corporation jusqu'en 1990, puis par la World Triathlon Corporation, il est parmi les premiers et plus anciens Ironmans qualificatifs pour le championnat du monde d'Ironman à Kona (Hawaï).

## Histoire
La première épreuve longue distance en Australie se déroule le 20 mai 1985 à Forster, elle ne fait pas encore partie du circuit de qualification pour l’Ironman d’Hawaï. Elle porte le nom de Tooheys Great Lakes International Triathlon, parmi les 165 participants de cette première édition Mark Allen et Scott Tinley sont au départ mais abandonnent sur la partie natation à cause d'une hypothermie. L'édition 1986 est prévu mais annulée en raison d'un manque de sponsor financier. La troisième édition a lieu finalement en 1987 sous les yeux de Valérie Silk, présidente de la Hawaï triathlon Corporation, qui commence à déployer dans le monde les licences Ironman et signe un contrat avec les organisateurs pour accueillir dans l'avenir une épreuve de qualification pour Hawaï. 54 places qualificatives sont mises en jeu en plus des primes pour les professionnels.
1988 voit la première édition du Nutri-Metics IRONMAN Australia et 289 triathlètes sont sur la grille de départ. Entre 1989 et 1995, ils passeront de 334 à 809 compétiteurs qui se disputent 70 slots. En avril 2005, Forster reçoit pour la dernière fois la compétition qui est resitué à partir de 2006 à Port Macquarie sous le nom d'Ironman Australia.
Depuis 2013, la société concurrente de la World Triathlon Corporation, Challenge Family, organise sur le site de Forster une épreuve similaire, le Challenge Forster.
Bien que l'histoire de l'Ironman Australie à Port Macquarie en 2015, ne date que de dix ans et l'utilisation de la marque Ironman en Australie n'est commencé que depuis seulement 27 ans, le WTC a célébré le 3 mai 2015, en faisant référence aux courses précurseurs de l'Ironman Australie, les Tooheys Great Lakes International Triathlon de 1985, à fêter le trentième anniversaire de la compétition et octroyer dix places qualificatives supplémentaires pour l'Ironman de Kona.
| \| Forster · 1987-2005 Port Macquarie \| Localisation de l'épreuve depuis 1988 |
| Forster · 1987-2005 Port Macquarie                                             |

## Palmarès

### Port Macquarie
| Année | Médaille d'or       | Temps           | Médaille d'argent | Temps           | Médaille de bronze | Temps           |
| ----- | ------------------- | --------------- | ----------------- | --------------- | ------------------ | --------------- |
| 2024  | Sam Appleton        | 7 h 57 min 32 s | Mike Phillips     | 7 h 59 min 19 s | Benjamin Hill      | 8 h 1 min 51 s  |
| 2023  | Steven McKenna      | 8 h 6 min 15 s  | Tim Berkel        | 8 h 7 min 1 s   | Sam Appleton       | 8 h 8 min 45 s  |
| 2022  | Tim Berkel          | 8 h 15 min 13 s | Joshua Amberger   | 8 h 26 min 13 s | Jack Moody         | 8 h 35 min 39 s |
| 2019  | Cameron Wurf        | 8 h 6 min 17 s  | Timothy Reed      | 8 h 9 min 50 s  | Denis Chevrot      | 8 h 16 min 5 s  |
| 2018  | Marino Vanhoenacker | 8 h 14 min 38 s | Luke McKenzie     | 8 h 18 min 11 s | Mark Bowstead      | 8 h 26 min 26 s |
| 2017  | David Dellow        | 8 h 15 min 36 s | Timothy Reed      | 8 h 22 min 43 s | Clayton Fettell    | 8 h 30 min 3 s  |
| 2016  | Timothy Reed        | 8 h 16 min 34 s | David Dellow      | 8 h 22 min 18 s | Clayton Fettell    | 8 h 23 min 22 s |
| 2015  | Paul Ambrose -2-    | 8 h 35 min 53 s | Luke Bell         | 8 h 38 min 34 s | Brian Fuller       | 8 h 49 min 39 s |
| 2014  | Elliot Holtham      | 8 h 35 min 18 s | Paul Ambrose      | 8 h 37 min 47 s | Nick Baldwin       | 8 h 41 min 19 s |
| 2013  | Luke Bell           | 8 h 30 min 23 s | Patrick Evoe      | 8 h 42 min 58 s | Luke Whitmore      | 9 h 3 min 30 s  |
| 2012  | Paul Ambrose -1-    | 8 h 17 min 38 s | Tim Berkel        | 8 h 21 min 11 s | Jason Shortis      | 8 h 40 min 2 s  |
| 2011  | Pete Jacobs         | 8 h 29 min 28 s | Patrick Vernay    | 8 h 35 min 50 s | Jason Shortis      | 8 h 46 min 7 s  |
| 2010  | Patrick Vernay -4-  | 8 h 23 min 54 s | Scott Neyedli     | 8 h 27 min 58 s | Trent Chapman      | 8 h 35 min 54 s |
| 2009  | Patrick Vernay -3-  | 8 h 24 min 53 s | Pete Jacobs       | 8 h 29 min 3 s  | Tim Berkel         | 8 h 31 min 43 s |
| 2008  | Patrick Vernay -2-  | 8 h 31 min 33 s | Mitchell Anderson | 8 h 40 min 19 s | Mathias Hecht      | 8 h 42 min 48 s |
| 2007  | Patrick Vernay -1-  | 8 h 21 min 50 s | Jason Shortis     | 8 h 25 min 35 s | Craig Alexander    | 8 h 38 min 50 s |
| 2006  | Chris McCormack -5- | 8 h 20 min 42 s | Patrick Vernay    | 8 h 27 min 30 s | Jason Shortis      | 8 h 36 min 9 s  |

| Année | Médaille d'or           | Temps           | Médaille d'argent | Temps           | Médaille de bronze   | Temps           |
| ----- | ----------------------- | --------------- | ----------------- | --------------- | -------------------- | --------------- |
| 2024  | Regan Hollioake         | 9 h 2 min 3 s   | Radka Kahlefeldt  | 9 h 10 min 59 s | Kate Gillespie-Jones | 9 h 15 min 45 s |
| 2023  | Kylie Simpson           | 9 h 16 min 44 s | Radka Kahlefeldt  | 9 h 25 min 3 s  | Fiona Moriarty       | 9 h 33 min 14 s |
| 2022  | Sarah Crowley           | 9 h 6 min 3 s   | Rebecca Clarke    | 9 h 7 min 10 s  | Courtney Gilfillan   | 9 h 30 min 47 s |
| 2019  | Laura Siddall -3-       | 9 h 11 min 58 s | Caroline Steffen  | 9 h 17 min 28 s | Kelsey Withrow       | 9 h 19 min 11 s |
| 2018  | Laura Siddall -2-       | 9 h 5 min 59 s  | Melanie Burke     | 9 h 29 min 50 s | Kelsey Withrow       | 9 h 45 min 0 s  |
| 2017  | Laura Siddall -1-       | 9 h 16 min 39 s | Michelle Gailey   | 9 h 44 min 16 s | Jessica Mitchell     | 9 h 53 min 49 s |
| 2016  | Beth Gerdes             | 9 h 12 min 25 s | Michelle Bremer   | 9 h 13 min 34 s | Dimity-Lee Duke      | 9 h 42 min 16 s |
| 2015  | Michelle Bremer         | 9 h 38 min 24 s | Jessica Fleming   | 9 h 42 min 18 s | Michelle Gailey      | 9 h 50 min 51 s |
| 2014  | Melissa Hauschildt      | 9 h 28 min 43 s | Lisa Marangon     | 9 h 30 min 50 s | Melanie Burke        | 9 h 32 min 53 s |
| 2013  | Rebecca Hoschke         | 9 h 34 min 55 s | Ange Castle       | 9 h 41 min 38 s | Jessica Fleming      | 9 h 52 min 31 s |
| 2012  | Michelle Mitchell       | 9 h 34 min 57 s | Nicole Ward       | 9 h 44 min 40 s | Hillary Biscay       | 9 h 58 min 19 s |
| 2011  | Caroline Steffen        | 9 h 29 min 54 s | Amelia Pearson    | 9 h 38 min 23 s | Kirsten Molloy       | 9 h 43 min 55 s |
| 2010  | Carrie Lester           | 9 h 23 min 46 s | Rebekah Keat      | 9 h 33 min 10 s | Amelia Pearson       | 9 h 46 min 9 s  |
| 2009  | Chrissie Wellington -2- | 8 h 57 min 10 s | Rebekah Keat      | 9 h 21 min 33 s | Caroline Steffen     | 9 h 38 min 52 s |
| 2008  | Chrissie Wellington -1- | 9 h 3 min 55 s  | Kate Major        | 9 h 9 min 12 s  | Melinda Cockshutt    | 10 h 0 min 11 s |
| 2007  | Rebekah Keat            | 9 h 13 min 0 s  | Belinda Granger   | 9 h 20 min 26 s | Melissa Ashton       | 9 h 23 min 23 s |
| 2006  | Lisa Bentley -5-        | 9 h 19 min 44 s | Belinda Granger   | 9 h 30 min 30 s | Melissa Ashton       | 9 h 36 min 22 s |

### Forster
| Année | Médaille d'or       | Temps           | Médaille d'argent | Temps           | Médaille de bronze | Temps           |
| ----- | ------------------- | --------------- | ----------------- | --------------- | ------------------ | --------------- |
| 2005  | Chris McCormack -4- | 8 h 25 min 44 s | Luke Bell         | 8 h 31 min 16 s | Mitchell Anderson  | 8 h 37 min 50 s |
| 2004  | Chris McCormack -3- | 8 h 18 min 10 s | Christopher Legh  | 8 h 28 min 3 s  | Jason Shortis      | 8 h 33 min 28 s |
| 2003  | Chris McCormack -2- | 8 h 19 min 14 s | Jason Shortis     | 8 h 30 min 5 s  | Luke Bell          | 8 h 31 min 23 s |
| 2002  | Chris McCormack -1- | 8 h 24 min 51 s | Olivier Bernhard  | 8 h 26 min 6 s  | Jason Shortis      | 8 h 29 min 34 s |
| 2001  | Normann Stadler -2- | 8 h 30 min 22 s | Jason Shortis     | 8 h 41 min 57 s | Garrett MacFadyen  | 8 h 45 min 29 s |
| 2000  | Normann Stadler -1- | 8 h 30 min 37 s | Grant Webster     | 8 h 37 min 10 s | Matthew Stephens   | 8 h 41 min 10 s |
| 1999  | Peter Reid -3-      | 8 h 23 min 10 s | Christopher Legh  | 8 h 34 min 5 s  | Jürgen Hauber      | 8 h 42 min 15 s |
| 1998  | Peter Reid -2-      | 8 h 20 min 27 s | Christopher Legh  | 8 h 20 min 41 s | Jason Shortis      | 8 h 38 min 41 s |
| 1997  | Peter Reid -1-      | 8 h 8 min 49 s  | Thomas Hellriegel | 8 h 12 min 59 s | Christopher Legh   | 8 h 17 min 53 s |
| 1996  | Jürgen Zäck         | 8 h 20 min 25 s | Holger Lorenz     | 8 h 26 min 1 s  | Bruce Thomas       | 8 h 29 min 29 s |
| 1995  | Holger Lorenz       | 8 h 27 min 34 s | Péter Kropkó      | 8 h 28 min 55 s | Pauli Kiuru        | 8 h 34 min 16 s |
| 1994  | Pauli Kiuru -4-     | 8 h 21 min 13 s | Bruce Thomas      | 8 h 29 min 38 s | Péter Kropkó       | 8 h 34 min 50 s |
| 1993  | Pauli Kiuru -3-     | 8 h 10 min 53 s | Bruce Thomas      | 8 h 20 min 0 s  | Jos Everts         | 8 h 25 min 53 s |
| 1992  | Pauli Kiuru -2-     | 8 h 6 min 39 s  | Ray Browning      | 8 h 31 min 4 s  | Tim Ahern          | 8 h 33 min 47 s |
| 1991  | Pauli Kiuru -1-     | 8 h 22 min 40 s | Dirk Aschmoneit   | 9 h 31 min 32 s | Ken Glah           | 9 h 39 min 50 s |
| 1990  | Rod Cedaro          | 9 h 58 min 20 s | David Collins     | 9 h 2 min 47 s  | Chris Southwell    | 9 h 7 min 11 s  |
| 1989  | Tony Sattler        | 8 h 56 min 50 s | Gerard Donnelly   | 9 h 6 min 44 s  | Steve Cunningham   | 9 h 14 min 1 s  |
| 1988  | Gerard Donnelly     | 9 h 7 min 25 s  | Rod Cedaro        | 9 h 10 min 56 s | Tony Sattler       | 9 h 16 min 12 s |

| Année | Médaille d'or          | Temps            | Médaille d'argent | Temps            | Médaille de bronze | Temps            |
| ----- | ---------------------- | ---------------- | ----------------- | ---------------- | ------------------ | ---------------- |
| 2005  | Lisa Bentley -4-       | 9 h 13 min 20 s  | Melissa Ashton    | 9 h 25 min 40 s  | Belinda Granger    | 9 h 27 min 17 s  |
| 2004  | Lisa Bentley -3-       | 9 h 3 min 27 s   | Belinda Granger   | 9 h 10 min 36 s  | Kate Major         | 9 h 24 min 51 s  |
| 2003  | Lisa Bentley -2-       | 9 h 19 min 15 s  | Kate Major        | 9 h 22 min 6 s   | Belinda Granger    | 9 h 35 min 56 s  |
| 2002  | Lisa Bentley -1-       | 9 h 20 min 54 s  | Heather Fuhr      | 9 h 29 min 30 s  | Belinda Granger    | 9 h 37 min 23 s  |
| 2001  | Lori Bowden -3-        | 9 h 0 min 18 s   | Belinda Granger   | 9 h 32 min 29 s  | Yoko Okuda         | 9 h 34 min 40 s  |
| 2000  | Lori Bowden -2-        | 8 h 55 min 8 s   | Sian Welch        | 9 h 26 min 3 s   | Fernanda Keller    | 9 h 29 min 26 s  |
| 1999  | Lori Bowden -1-        | 9 h 8 min 51 s   | Joanne King       | 9 h 22 min 5 s   | Wendy Ingraham     | 9 h 25 min 19 s  |
| 1998  | Sian Welch             | 9 h 15 min 9 s   | Joanne King       | 9 h 16 min 33 s  | Lori Bowden        | 9 h 17 min 52 s  |
| 1997  | Paula Newby-Fraser -2- | 9 h 8 min 21 s   | Wendy Ingraham    | 9 h 25 min 49 s  | Lori Bowden        | 9 h 28 min 2 s   |
| 1996  | Paula Newby-Fraser -1- | 9 h 20 min 5 s   | Wendy Ingraham    | 9 h 27 min 1 s   | Lynne McAllister   | 9 h 44 min 51 s  |
| 1995  | Wendy Ingraham         | 9 h 34 min 16 s  | Paula Johnson     | 9 h 47 min 58 s  | Christina Hauser   | 9 h 54 min 19 s  |
| 1994  | Sharlene Ryan          | 9 h 24 min 16 s  | Lynne McAllister  | 9 h 29 min 37 s  | Paula Johnson      | 9 h 36 min 1 s   |
| 1993  | Thea Sybesma           | 9 h 1 min 29 s   | Lynne McAllister  | 9 h 29 min 41 s  | Bianca Van Woesik  | 9 h 33 min 7 s   |
| 1992  | Louise Bonham -3-      | 10 h 24 min 15 s | Terry Schneider   | 9 h 35 min 15 s  | Erin Christie      | 9 h 42 min 9 s   |
| 1991  | Jan Wanklyn            | 9 h 34 min 6 s   | Louise Bonham     | 9 h 49 min 20 s  | Tina Bischoff      | 10 h 0 min 24 s  |
| 1990  | Sally Belyea           | 10 h 22 min 12 s | Jenny Bonnett     | 10 h 30 min 13 s | Melinda Mentha     | 10 h 34 min 53 s |
| 1989  | Louise Bonham -2-      | 9 h 53 min 48 s  | Kim Isherwood     | 10 h 35 min 28 s | Virginia Bell      | 10 h 44 min 2 s  |
| 1988  | Louise Bonham -1-      | 10 h 17 min 8 s  | Janine Donaldson  | 10 h 44 min 26 s | Jenny Bonnett      | 10 h 54 min 26 s |